# Tsuneo Tomita
Pour les articles homonymes, voir Tomita.
Tsuneo Tomita (富田 常雄, Tomita Tsuneo), né le 1er janvier 1904 et mort le 16 octobre 1967  est un romancier japonais.

## Biographie
Tsuneo Tomita est le fils du judoka Tomita Tsunejirō (1865-1935). Ce dernier, qui fut le premier disciple de Kanō Jigorō, le fondateur du judo, est célèbre pour avoir contribué à la diffusion de son art aux États-Unis et participé à de nombreux combats contre des Occidentaux. Après une formation commerciale à l’université Meiji, il se tourne à la fin des années 1920 vers le théâtre et travaille comme scénariste pour plusieurs troupes modernistes proches du mouvement prolétarien. À partir de 1930 environ, il commence à écrire des récits pour enfants. Pendant la guerre, il publie plusieurs œuvres patriotiques exaltant les héros nationaux. La publication de Sugata Sanshirō en 1942 et l’adaptation au cinéma par Kurosawa de ce roman à la gloire du judo le rendent brusquement célèbre. En 1948, il reçoit le prix Naoki pour une longue nouvelle intitulée « Le masque » (Men). Il publie par la suite une soixantaine de romans populaires dont plusieurs sur le thème du judo qui a contribué à le faire connaître . Il fut lui-même titulaire du 5e dan de judo.

## Œuvres principales
- 姿三四郎 (Sugata Sanshirō), Kinjū shuppansha, 1942
- 弁慶 (Benkei) 9 vol., Dai-Nippon yūbenkai kōdansha, 1952-55
- 浮雲日記 (Notes journalières d'un nuage flottant), Minato shobō, 1953
- ひょっとこ (Hyottoko), Shinchōsha, 1960
- 熊谷直実 (Kumagai Naozane), Shinchōsha, 1961
- 柔 (Souplesse) 2 vol., Shinchōsha, 1964-65